# Semiothisa proxanthata
Semiothisa proxanthata är en fjärilsart som beskrevs av Walker 1862. Semiothisa proxanthata ingår i släktet Semiothisa och familjen mätare. Inga underarter finns listade i Catalogue of Life.